# Gérard Rancinan
Gérard Rancinan (Talence, 18 febbraio 1953) è un fotografo francese.

## Biografia
A 15 anni è apprendista fotografo per un quotidiano di Bordeaux e a 18 anni gli viene affidato il suo primo reportage. Nel 1973 passa all'agenzia Sygma e 5 anni più tardi è ingaggiato da People. Per questa rivista inizia a girare il mondo e segue Olimpiadi, guerre e catastrofi naturali, poi dal 1986 si dedica a progetti scelti personalmente. Ha fotografato moltissimi personaggi celebri e la sua raccolta più famosa è Rancinanexploit, dove ritrae numerosi noti sportivi.